# 刘辉山
刘辉山（1909年—1983年），中国人民解放军将领、中国人民解放军开国少将。
曾任中央警卫师师长。1955年，授予中国人民解放军少将。